# Parodia stockingeri
Parodia stockingeri är en kaktusväxtart som först beskrevs av Prestlé, och fick sitt nu gällande namn av Rogoz. och P.J. Braun. Parodia stockingeri ingår i släktet Parodia och familjen kaktusväxter. Inga underarter finns listade i Catalogue of Life.